# Mason's Taj
El Mason's Taj es un equipo de fútbol de Palaos compuesto por empleados del Taj Restaurant de Koror que juega en la Liga de fútbol de Palaos.